# Liste der Flaggen im Kreis Euskirchen
| Kreis            | Hissflagge                         | Banner | Kommentare |
| ---------------- | ---------------------------------- | ------ | --- |
| Kreis Euskirchen | laut Hauptsatzung keine Hissflagge |        | Der Kreis führt folgendes Wappen: „Geviert; (heraldisch) rechts oben in Rot drei, 2 : 1 gestellte, goldene (gelbe) Rosen; links oben in Gold (Gelb) ein rot bewehrter und bezungter schwarzer Löwe; rechts unten in Silber (Weiß) ein durchgehendes schwarzes (kurkölnisches) Balkenkreuz; links unten in Rot ein dreizackiger goldener (gelber) Zickzackbalken.“ (genehmigt am 31. Oktober 1973) […] Der Kreis führt folgendes Banner: „Es ist Rot-Gold (Gelb) im Verhältnis 1 : 1 längsgestreift, mit dem Wappenschild des Kreises im quadratischen silbernen (weißen) Bannerhaupt.“ (Banner genehmigt am 31. Oktober 1973) |

Wichtiger Hinweis
Zur Zeit der Erstellung dieses Artikels befinden sich darin nur wenig Flaggenabbildungen, dafür aber die Platzhalter  für Hissflaggen und  für Banner. Entsprechende Platzhalter  sind auch auf den Wappenlisten üblich und eine Aufforderung, die noch fehlenden Abbildungen zu finden oder zu erstellen und hochzuladen.

## Städte und Gemeinden
| Stadt oder Gemeinde    | Hissflagge                         | Banner                        | Kommentare |
| ---------------------- | ---------------------------------- | ----------------------------- | --- |
| Stadt Bad Münstereifel |                                    |                               | Genehmigt vom RP Köln am 27. März 1972: Beschreibung des Banners: „Rot-Gelb im Verhältnis 1 : 1, längsgestreift mit dem Stadtwappen im Schild in der oberen Hälfte und als Hissflagge Rot-Gelb im Verhältnis 1 : 1, längsgestreift, (d. h. entlang der längeren Seitenlinie) mit dem Stadtwappen im Schild in der Mitte.“ |
| Gemeinde Blankenheim   | laut Hauptsatzung keine Hissflagge |                               | Genehmigt vom RP Köln am ???: „Das Banner ist schwarz – gelb – schwarz im Verhältnis 1 : 4 : 1 längs gestreift mit dem Gemeindewappen ohne Schild etwas oberhalb der Mitte.“ |
| Gemeinde Dahlem        | laut Hauptsatzung keine Hissflagge |                               | Genehmigt vom RP Köln am 6. April 1976: „Das Banner ist Rot-Weiß im Verhältnis 1 : 1 längsgestreift mit dem über der Mitte nach oben verschobenen Wappenschild der Gemeinde.“ |
| Kreisstadt Euskirchen  |                                    |                               | Genehmigt vom RP Köln am ???: „Die Stadt führt neben dem Wappen eine eigene Flagge mit den Farben rot-gold. Das Banner ist Rot-Gelb (Gold) im Verhältnis 1 : 1, längsgestreift und kann mit dem Stadtwappen im Schild oberhalb der Mitte geführt werden. im Schild in der oberen Hälfte und als Hissflagge Rot-Gelb (Gold) im Verhältnis 1 : 1, quergestreift und kann mit dem Stadtwappen im Schild in der Mitte geführt werden.“ |
| Gemeinde Hellenthal \| |                                    |                               | Die Hauptsatzung gibt keine Auskunft über eine Flagge. Nach Auskunft der Gemeindeverwaltung gibt es keine Gemeindeflaggen.Fotos zeigen jedoch eine Flagge. |
| Gemeinde Kall          |                                    | laut Hauptsatzung kein Banner | Genehmigt vom RP Köln am 8. Juni 1990: „Die Flagge ist von Weiß und Schwarz im Verhältnis 1 :1 längsgestreift mit dem von der Mitte zur Stange hin verschobenen, der Beschreibung in Abs. 1 entsprechenden Wappenschild der Gemeinde.“ |
| Stadt Mechernich       | laut Hauptsatzung keine Hissflagge |                               | Genehmigt vom RP Köln am 9. Februar 1973: „Das Banner ist gelb-blau im Verhältnis 1 : 1, längsgestreift mit dem Stadtwappen im oberen Drittel.“ |
| Gemeinde Nettersheim   |                                    |                               | Genehmigt vom RP Köln am 12. August 1974: Beschreibung des Banners: „Hochrechteckiges Tuch (Höhe: Breite = 5 : 3), im Verhältnis 1:2 von Blau und Weiß quergestreift, auf der Teilungslinie belegt mit dem Wappenschild.“ Beschreibung der Hissflaggen:„Quadratisches Tuch, im Verhältnis 1:1 von Blau und Weiß waagerecht geteilt, belegt mit dem Wappenschild sowie ein querrechteckiges Tuch (Länge: Höhe = 5 : 3) im Verhältnis 1:1 von Blau und Weiß längs – gestreift, belegt mit dem Wappenschild auf der linken Drittelteilungslinie.“ |
| Stadt Schleiden        | laut Hauptsatzung keine Hissflagge |                               | Genehmigt vom RP Köln am 19. August 1976: „Das Banner ist grün und zeigt im Bannerfeld das Wappen wie in Absatz 2 der Hauptsatzung (Mit neun goldenen Lilien bestreut einen nach rechts gewandten gelbbekrönten, zweigeschwänzten, rotbezungten, weißen Löwen schreitend.) beschrieben, jedoch freigestellt ohne Schild.“ |
| Gemeinde Weilerswist   | laut Hauptsatzung keine Hissflagge |                               | Genehmigt vom RP Köln am 4. Mai 1972: „Das Banner ist Weiß-Schwarz im Verhältnis 1 : 1 längsgestreift mit dem. Wappen der Gemeinde etwas oberhalb der Mitte.“ |
| Stadt Zülpich          |                                    |                               | Genehmigt vom RP Köln am ???: Beschreibung der Flagge:„In Weiß ein schwarzes Kreuz, belegt mit einem, zwei gekreuzte gelbe Schlüssel, tragenden roten Schild." (Symbole des Wappens).“ Die Hauptsatzung gibt keine Auskunft über eine Flagge. Es wird aber eine Wappenflagge laut Auskunft der Gemeindeverwaltung geführt. |